# 손영목 (작가)
손영목(1966년 8월 25일 ~ )은 대한민국의 각본가이다.
1992년 《내일은 사랑》를 아내 김지수와 공동 집필하면서 드라마 작가로 데뷔하였다.

## 학력
- 밀양동강중학교
- 브니엘고등학교
- 고려대학교 국어국문학 학사

## 집필 활동

### 텔레비전 드라마
| 연도      | 제목                            | 방송사 | 유형          | 연출                      | 공동 집필                   |
| --------- | ------------------------------- | ------ | ------------- | ------------------------- | --------------------------- |
| 2017      | 도둑놈, 도둑님                  | MBC    | 주말 특별기획 | 오경훈, 장준호            | 차이영                      |
| 2015-2016 | 화려한 유혹                     | MBC    | 월화          | 김상협 김희원             | 차이영                      |
| 2013-2014 | 황금 무지개                     | MBC    | 주말 특별기획 | 강대선 이재진             | 차이영                      |
| 2012      | 메이퀸                          | MBC    | 주말 특별기획 | 백호민 이성준             | 빈칸                        |
| 2010-2011 | 프레지던트                      | KBS2   | 수목          | 김형일                    | 정현민 손지혜 강희연 황금창 |
| 2009      | 천추태후                        | KBS1   | 대하          | 신창석 황인혁             | 이상민 강영란               |
| 2005      | 바람꽃                          | KBS1   | TV소설        | 한철경                    | 빈칸                        |
| 2000-2001 | 천둥소리                        | KBS2   | 수목          | 이상우 김정록             | 빈칸                        |
| 1999-2000 | 누나의 거울                     | KBS1   | TV소설        | 이상우                    | 빈칸                        |
| 1998-1999 | 천사의 키스                     | KBS2   | 월화          | 전산                      | 빈칸                        |
| 1997-1998 | 그대 나를 부를 때               | KBS2   | 수목          | 김종창                    | 빈칸                        |
| 1997      | 테마 드라마 - 강아지와 육법전서 | KBS2   | 주말          | 김종식                    | 빈칸                        |
| 1996-1997 | 머나먼 나라                     | KBS2   | 수목          | 김종식 정성효             | 빈칸                        |
| 1995      | 바람의 아들                     | KBS2   | 수목          | 김종식                    | 빈칸                        |
| 1994      | 마지막 승부                     | MBC    | 월화          | 장두익                    | 빈칸                        |
| 1992      | 내일은 사랑                     | KBS2   | 청춘          | 이영희 전산 윤석호 이덕건 | 김지수                      |

### 라디오 프로그램
- 《사람 사는 세상》[1] (SBS, 1989년)

## 수상 경력
- 1997년 제33회 백상예술대상 TV부문 극본상 - 머나먼 나라
- 2012년 MBC 연기대상 올해의 작가상 - 메이퀸